# Myrmecia ludlowi
Myrmecia ludlowi är en myrart som beskrevs av W. C. Crawley 1922. Myrmecia ludlowi ingår i släktet bulldoggsmyror, och familjen myror. Inga underarter finns listade i Catalogue of Life.